# Patagonia

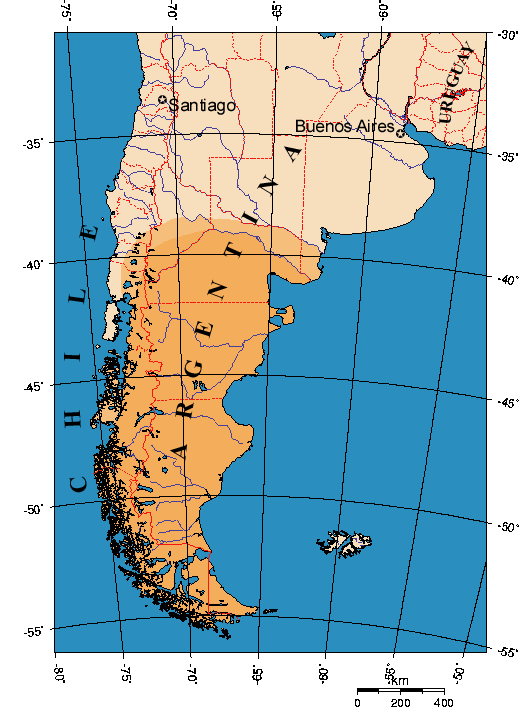
Położenie Patagonii

Patagonia (dawna nazwa Patagonica) – kraina geograficzna w południowej części Ameryki Południowej, położona na terenie Argentyny i Chile. Znajduje się między Oceanami: Atlantyckim a Spokojnym, sięga na północ po rzekę Rio Negro. Obejmuje około 1 043 076 km², z czego 670 000 km² na wschodzie należy do Argentyny, a reszta na zachodzie do Chile. Zamieszkują ją ok. 2 miliony ludzi.
Na zachodzie wybrzeże ma liczne fiordy i wyspy. Bezpośrednio nad Patagonią wznoszą się Andy – góry wulkaniczne i silnie zlodowacone. Kulminujące się w Monte San Valentin (4058 m n.p.m.) i Fitz Roy (3370 m n.p.m.). Rzeki spływające do Oceanu Spokojnego (Palena, Yelcho, Pascua) porozcinały góry głębokimi jarami. Od wschodu Patagonii przylega do Andów kraina jezior, a następnie płaska płyta poprzecinana rzekami: Limay-Negro, Chubut, Deseado i Chico.
Odkrywca tych obszarów, Ferdynand Magellan, według przekazu kronikarza wyprawy dookoła świata i jednego z nielicznych uczestników, którzy przeżyli, Antonio Pigafetty, nazwał ludy zamieszkujące ten obszar "Patagão" (lub Patagón), a samą krainę Patagonia. Jedna z popularnych interpretacji wywodzi ją od rzekomo występujących tam gigantycznych ludzi. Etymologia ta jest jednak podważana. Bardziej prawdopodobne jest, że pochodzi od imienia dzikiego stworzenia "Patagón", walczącego z greckim Primaleónem, bohaterem hiszpańskiego eposu o błędnym rycerzu Francisco Vázqueza, wydanego w roku 1512. Książka ta była oparta na ulubionej lekturze Magellana, powieści "Palmerín de Oliva". Magellan postrzegał odzianych w skóry i spożywających surowe mięso tubylców na równi z dzikim stworem z literatury.
W latach 1878–1881 wojska argentyńskie, dowodzone przez generała Julio Argentino Rocę, włączyły do Argentyny wschodnią część tego rejonu. Zachodnią część regionu anektowało Chile w porozumieniu z Argentyną na mocy traktatu z Buenos Aires (1881 rok).

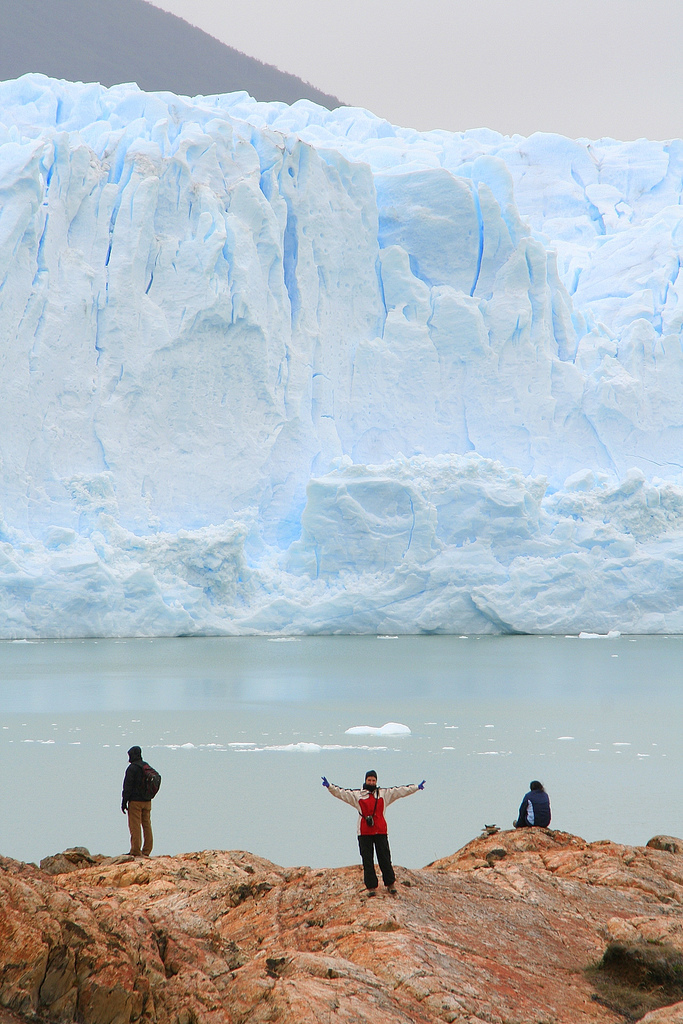
Perito Moreno
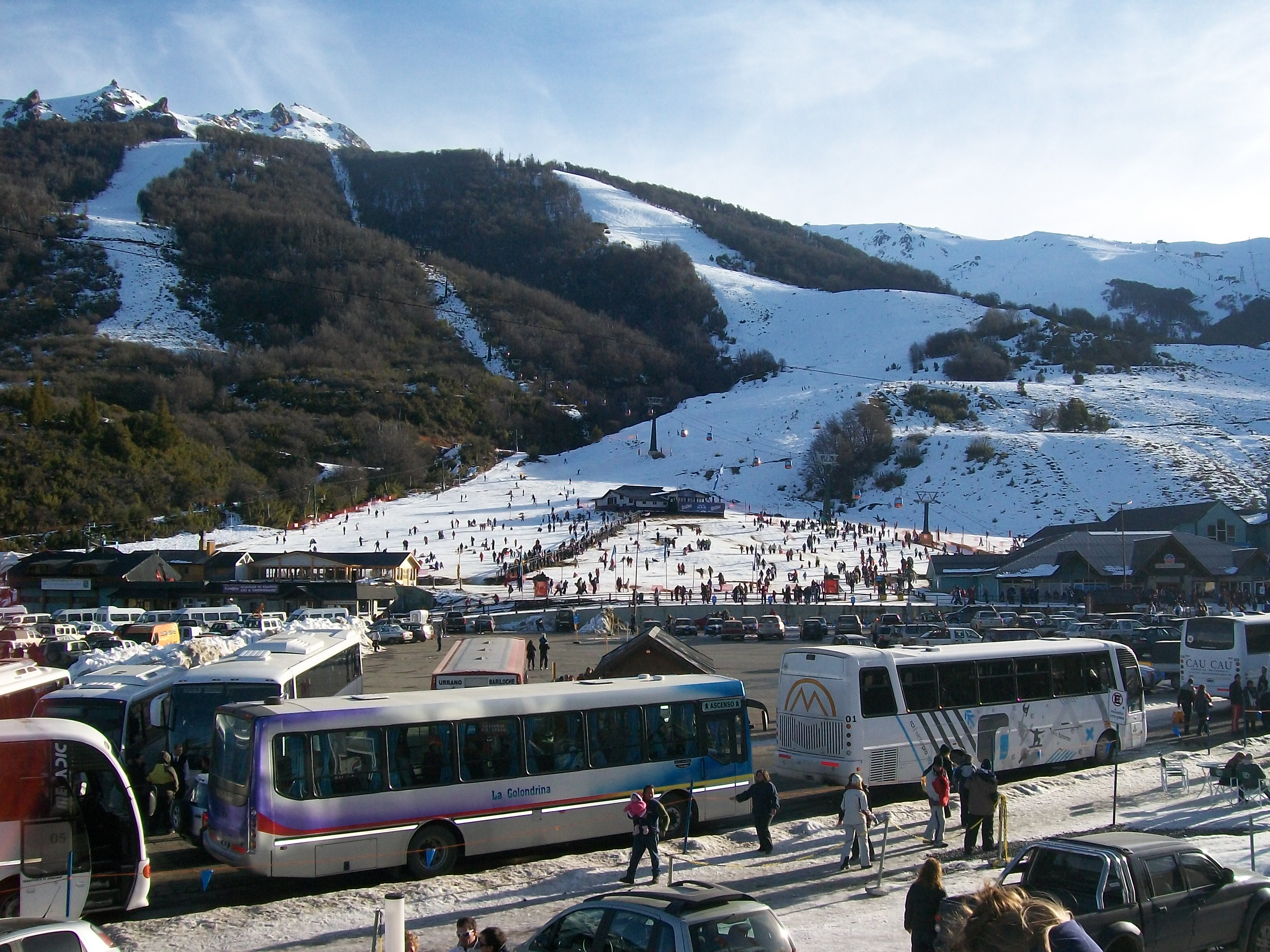
Bariloche
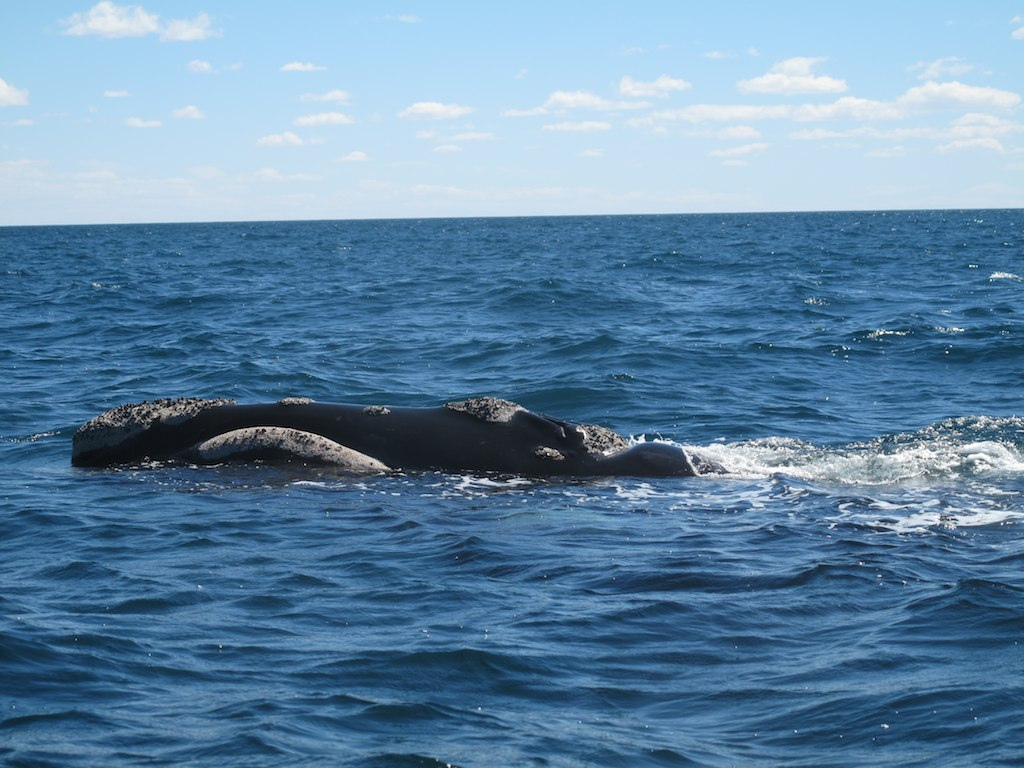
Półwysep Valdés
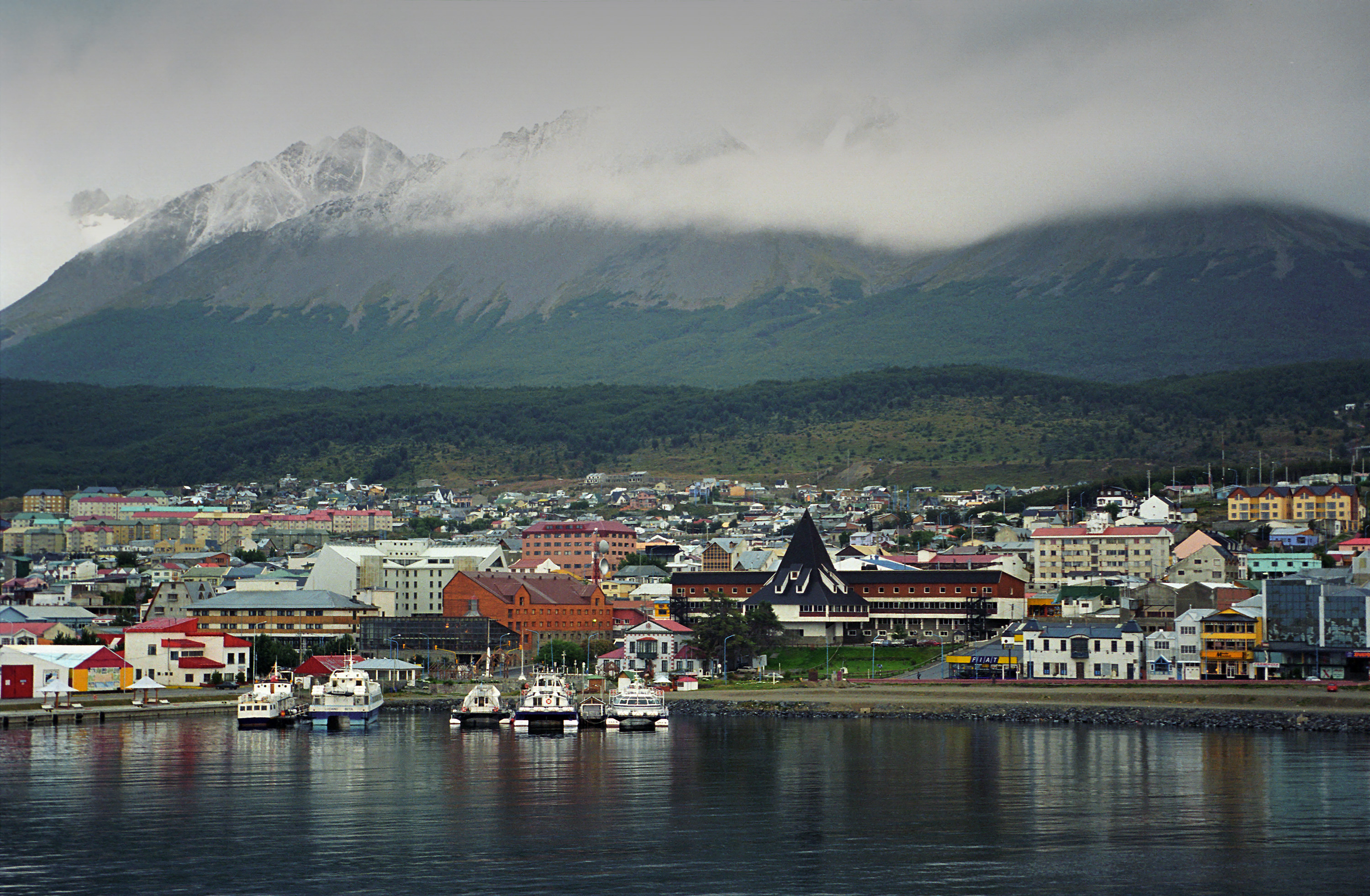
Ushuaia